# Mami (sopa)
Mami (pronunciado: MAH-mee) es una sopa de fideos filipina muy popular entre los comensales nacionales, hecha con fideos de harina de trigo, caldo y la adición de carne (pollo, res, cerdo) o albóndigas de wontón. Está relacionado con la clase pancit de platos de fideos, y los fideos mismos a veces se llaman pancit mami.

## Descripción
Su creación generalmente se atribuye a Ma Mon Luk, un inmigrante chino en Filipinas que comenzó a vender fideos servidos con caldo de pollo y carne de pollo en Binondo, Manila en 1920. Originalmente trabajó como vendedor ambulante, transportando la comida en dos tinas de metal en un poste muy parecido a los vendedores de taho. Por lo tanto, mami originalmente era comida callejera, pero con el éxito de su negocio, Ma finalmente abrió un restaurante y, finalmente, una cadena de restaurantes que llevan su nombre. Como vendedor ambulante, Ma originalmente llamó a su plato "gupit", por la palabra tagalo para "cortar", porque cortaba los fideos y el pollo con unas tijeras. Más tarde decidió llamar al plato "Ma mi" (chino simplificado: 马面; chino tradicional: 馬麵; cantonés de Yale: Máh-mihn; Pe̍h-ōe-jī: Má-mī), que literalmente significa "fideos de mamá". Sin embargo, Ma no tenía el nombre registrado. Pronto, las sopas de fideos de imitación brotaron con un nombre que era, personalmente, suyo.